# Germanwings
Germanwings (IATA: 4U, OACI: GWI) fue una aerolínea de bajo coste y filial de la Lufthansa; con base principal en el aeropuerto de Colonia/Bonn en Alemania y bases de operaciones secundarias en otros aeropuertos alemanes. El 7 de abril de 2020 Lufthansa anunció el cierre de Germanwings y el traspaso de sus operaciones a Eurowings, la actual aerolínea de bajo coste de Lufthansa, a la cual ya había sido integrada a finales de octubre de 2015.
Germanwings operaba vuelos dentro de Europa, al norte de África y al Oriente Próximo en nombre de Eurowings.

## Historia
La aerolínea fue fundada en 1997 (como "Eurowings Flug GmbH") e inició sus operaciones el 27 de octubre de 2002. Es en su totalidad propiedad de Lufthansa. Sus principales competidores son Ryanair, EasyJet y Vueling.
A finales de 2012, Lufthansa anunció oficialmente el traspaso de sus rutas europeas a Germanwings, excepto todas aquellas rutas operadas desde el aeropuerto de Frankfurt y el aeropuerto de Múnich. Para ello, las dos compañías elaboraron un ambicioso plan que comenzó a hacerse efectivo en diciembre de 2012. En un primer momento, Germanwings comenzó a pintar sus aviones con los nuevos colores y logo de la compañía. Una nueva librea que se aleja un poco del estilo clásico de Germanwings. El nuevo esquema de colores se caracteriza por los colores blancos y grises de los aviones de Lufthansa. En la cola del avión se coloca el nuevo logo de Germanwings: Una uve doble en colores morados (típicos de Germanwings) y amarillos (típicos de Lufthansa) que simboliza la unión de las dos aerolíneas.

### Nueva Germanwings
La siguiente fase del proceso comenzó en marzo del 2013, cuando Germanwings comenzó a operar algunas rutas de Lufthansa desde el Aeropuerto de Hamburgo, abriendo así su sexta base de operaciones dentro de Alemania y ofreciendo también nuevas rutas que Lufthansa no operaba desde este aeropuerto.
El 1 de julio de 2013, Germanwings introdujo un nuevo sistema tarifario que permitió a la compañía ofrecer en las primeras filas de sus aviones una clase Business para compensar la retirada de Lufthansa y no perder pasajeros en este sector. Esta clase "Best" no se ofrece en todas las rutas.
En julio de 2013, Germanwings empezó a operar todas las rutas de Lufthansa desde el Aeropuerto de Berlín-Tegel y el Aeropuerto de Hamburgo. Para ello, se traspasaron varios aviones de Lufthansa a Germanwings y la filial Eurowings comenzó en octubre a operar vuelos para la compañía.
En marzo de 2014, comenzó el traspaso de rutas de Lufthansa a Germanwings en el Aeropuerto de Düsseldorf, el cual se convirtió en la séptima base de operaciones de Germanwings. La aerolínea alcanzó así una flota de más de 60 aviones.
El 3 de diciembre de 2014, Lufthansa presentó su nuevo concepto de vuelos de bajo coste. Uno de los principales puntos de este proyecto es la comercialización conjunta de las dos aerolíneas de bajo coste de Lufthansa bajo el único nombre de Eurowings. Germanwings pasó de esta manera a operar vuelos para Eurowings en otoño del 2015.
El 7 de diciembre de 2005 la aerolínea firmó un acuerdo para adquirir 18 aeronaves Airbus A319 (con opción a 12 adicionales). Estos son sus primeros pedidos directos con Airbus y las entregas empezaron en julio de 2006 y se extendieron hasta el 2008. Durante el invierno 2004-2005 Germanwings alquiló dos Boeing 717 de Aerolíneas Baleares para probar este tipo de aeronave, pero ningún pedido fue hecho con posterioridad.

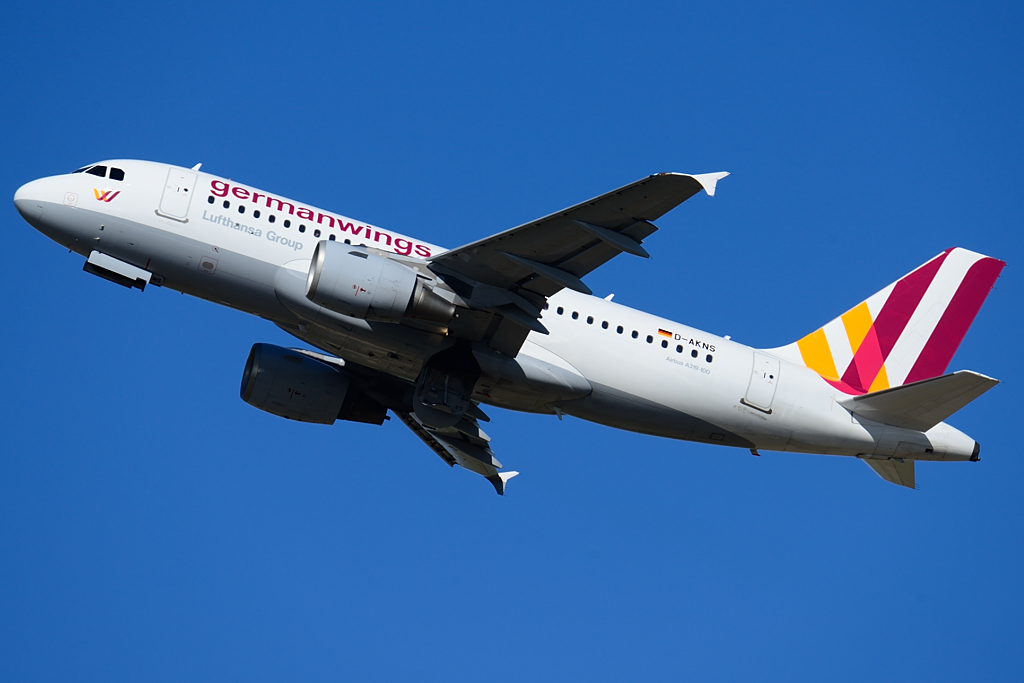
Airbus A319-112 de Germanwings

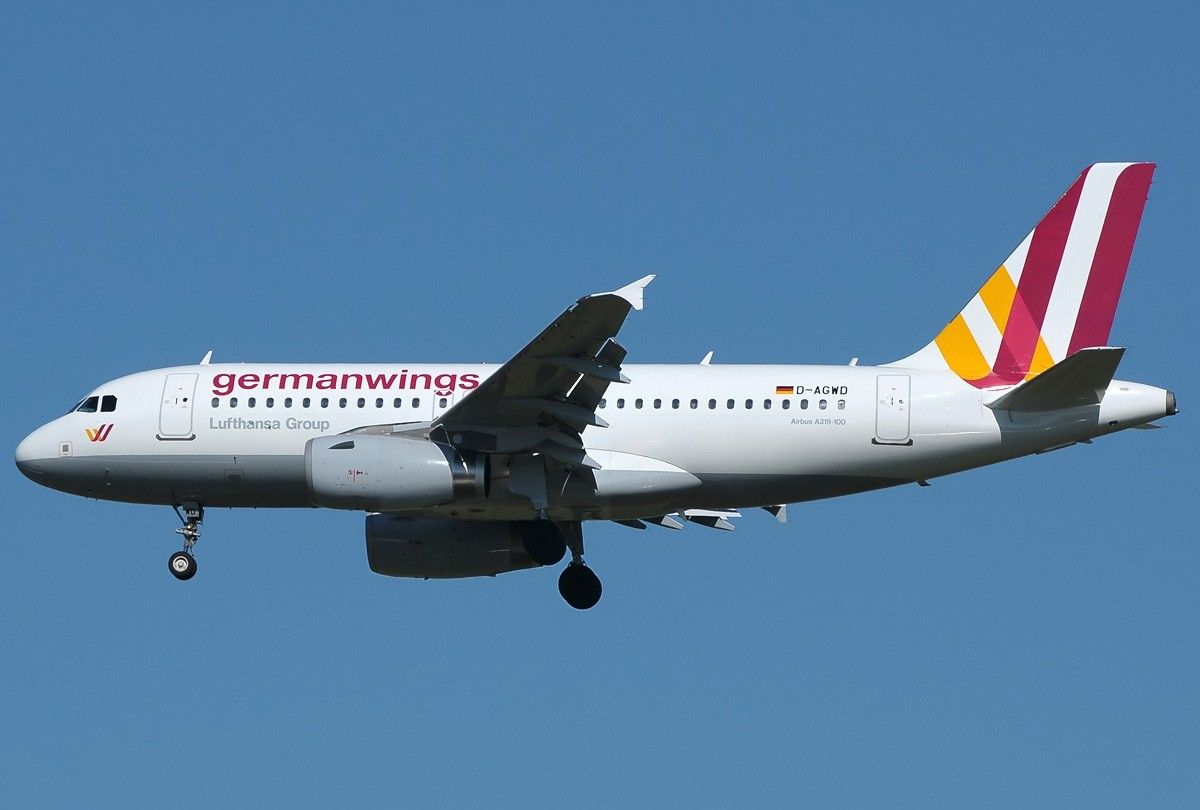
Airbus A319-132 de Germanwings

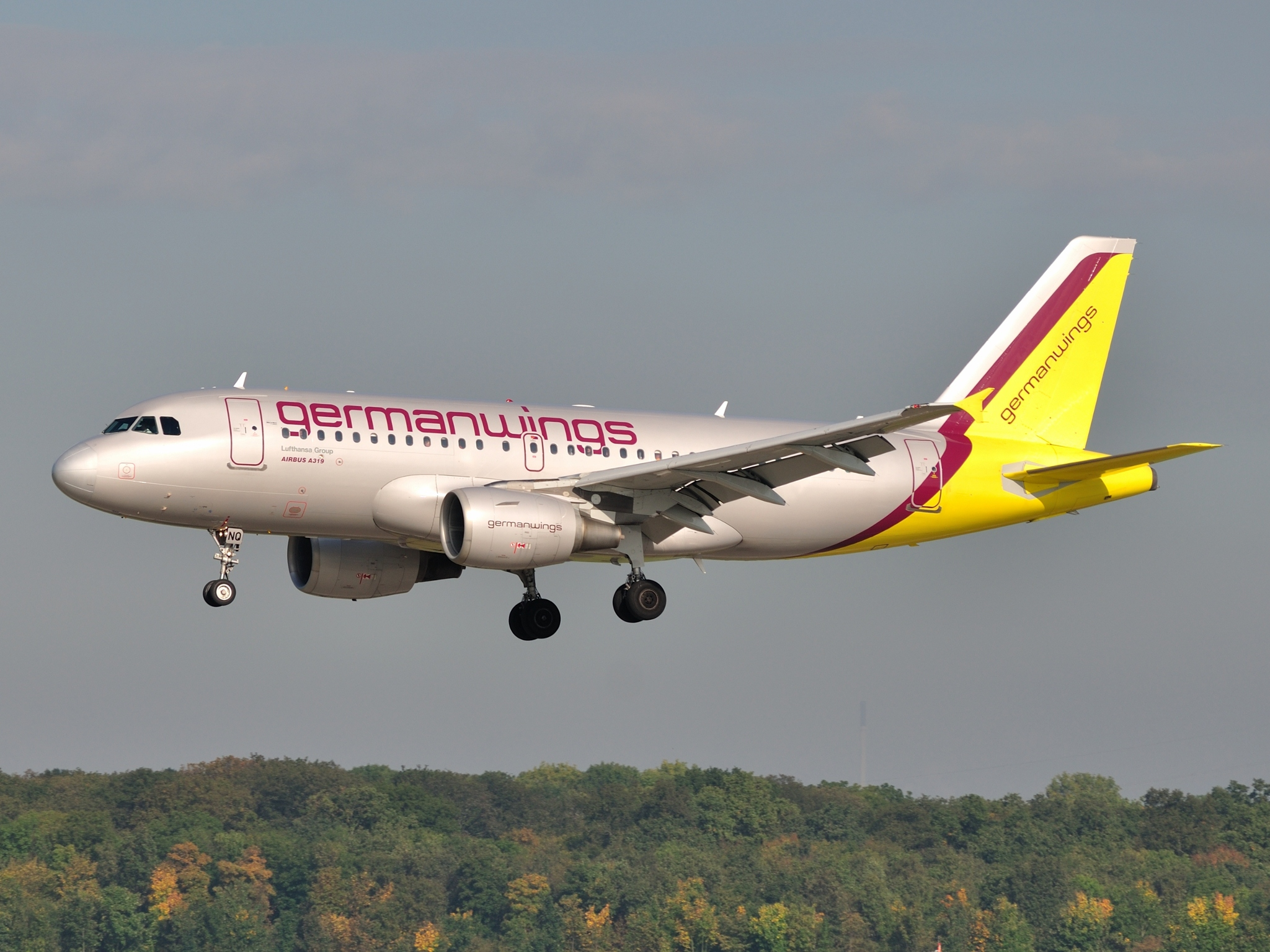
Germanwings Airbus A319 con la librea utilizada hasta 2013

## Flota
En marzo de 2020 Germanwings tenía 34 aeronaves con una edad promedio de 18.1 años
| Avión           | En servicio | Pasajeros | Observaciones                       |
| --------------- | ----------- | --------- | ----------------------------------- |
| Airbus A319-100 | 15          |           | en nombre de Eurowings; 4 inactivos |
| Total           | 15          |           |                                     |

## Tarifas
- Basic:[7] la tarifa de bajo coste de Eurowings. En el precio del billete sólo va incluido el equipaje de mano. Otros extras como por ejemplo una maleta para facturar, la reserva de un asiento específico, la comida a bordo, el exceso de equipaje o el cambio de reserva suponen un coste adicional para el pasajero.
- Smart: La tarifa estándar de Eurowings. En el precio del billete se incluye el equipaje de mano, un equipaje a facturar de hasta 23 kg, reserva gratuita de asiento normal y un tentempié a bordo (bocadillo + chocolatina + dos bebidas). Otros servicios como por ejemplo el cambio de reserva, el exceso de equipaje o la reserva de un asiento con más espacio para las piernas suponen un coste adicional para el pasajero. Comprando la opción "Smart flex", el pasajero tiene además la posibilidad de cambiar la reserva de forma gratuita hasta 30 minutos antes de la salida del vuelo.
- Best: La tarifa más confortable de Eurowings. Esta tarifa se asemeja a la clase Business de otras aerolíneas. El precio del billete incluye el equipaje de mano (con compartimento reservado dentro del avión), dos maletas de 23 kg, servicio de cáterin a la carta, reserva gratuita de un asiento (el asiento del medio queda libre en las 3 primeras filas del avión), acceso a las zonas Lounge de los aeropuertos, así como prioridad en la facturación, control de seguridad y embarque al avión. El pasajero solo pagará extras por el exceso de equipaje o por la facturación de equipaje especial. Comprando la opción "Best flex", el cambio de reserva es gratuito hasta 30 minutos antes de la salida del vuelo.

## Accidentes e incidentes

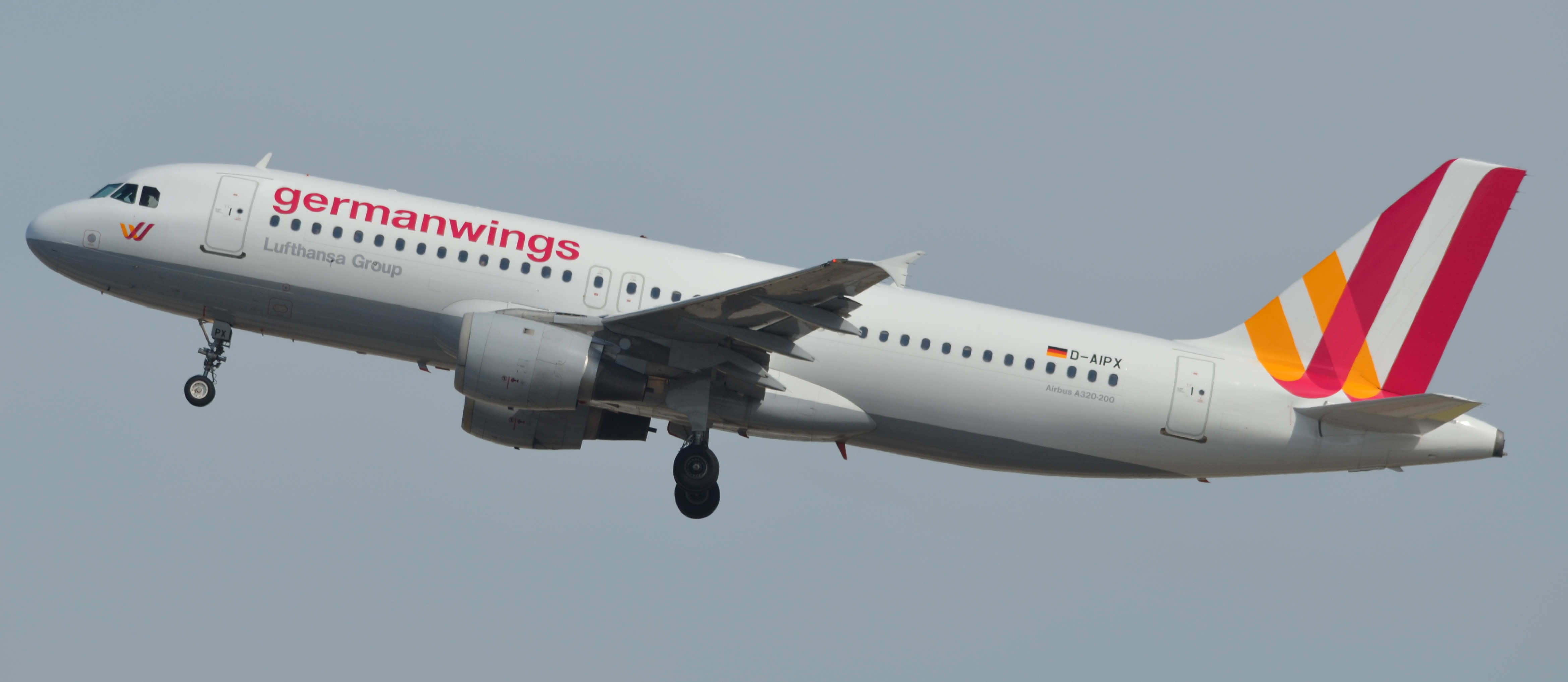
Airbus A320 (D-AIPX) de Germanwings despegando del Aeropuerto de Barcelona. El 24 de marzo de 2015, este avión se estrelló en los Alpes franceses.

El 24 de marzo de 2015, el vuelo 4U 9525, un Airbus A320 de la aerolínea alemana que cubría la ruta entre Barcelona-El Prat, y Düsseldorf, se estrelló en torno a las 10:54 (UTC) en los Alpes franceses cerca de Barcelonnette, Provence-Alpes-Cote d'Azur. A bordo se encontraban 150 personas, seis de ellos tripulantes y 51 españoles. A bordo también se encontraban 16 alumnos junto con 2 monitores que volvían de un intercambio escolar con Llinars del Vallès, Barcelona. Fallecieron las 150 personas en el accidente. El avión se estrelló a 700 km/h, lo que motivo su destrucción total. Francia se encargó de la investigación posterior al accidente, según las escuchas de una de las cajas negras del Airbus A320, se oye que el piloto va al baño, el copiloto Andreas Lubitz queda a cargo de la aeronave y supuestamente el copiloto lo estrelló como consecuencia de sus depresiones. Finalmente se confirmó que la destrucción del avión lo llevó a cabo el copiloto voluntariamente con la intención de suicidarse.